# Saint-Patrice
Saint-Patrice település Franciaországban, Indre-et-Loire megyében. Lakosainak száma 655 fő (2018. január 1.). Saint-Patrice Bréhémont, La Chapelle-sur-Loire, Ingrandes-de-Touraine, Rigny-Ussé és Saint-Michel-sur-Loire községekkel határos.

## Népesség
A település népessége az elmúlt években az alábbi módon változott:
| Lakosok száma | 668  | 672  | 1946 | 681  | 655  |
|               | 2013 | 2015 | 2016 | 2017 | 2018 |